# Never Learn Not to Love
"Never Learn Not to Love" é uma canção gravada pela banda estadunidense The Beach Boys, lançada como lado B do single "Bluebirds over the Mountain" em 2 de dezembro de 1968. Atribuída a Dennis Wilson, trata-se de uma versão alterada de "Cease to Exist", composta por Charles Manson. A canção, inspirada no blues, foi escrita especificamente para os Beach Boys, com a letra de Manson abordando as tensões pessoais que ele testemunhou entre Dennis e seus irmãos, Brian e Carl.

## Contexto

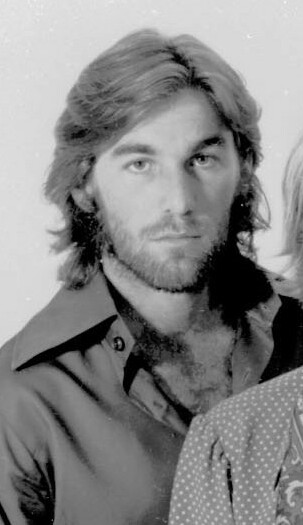
Dennis Wilson em 1968

No final da primavera de 1968, Dennis Wilson fez amizade com Charles Manson. Na época, Manson era um ex-presidiário em busca de uma carreira como cantor e compositor, e Wilson, convencido de seu talento, estava interessado em contratá-lo como artista na gravadora Brother Records, pertencente à banda. O jornalista musical Dan Caffrey comentou que "é compreensível entender o motivo de Wilson sentir uma afinidade musical com Manson" e, ao usar os recentes "Little Bird" e "Be Still" como exemplos, explicou que ambos compartilhavam uma similar abordagem pouco profissional e um interesse em "desfiar as arestas das formas tradicionais".
Manson discutiu e apresentou a Wilson alguns de seus materiais de autoria própria e, em troca, Wilson pagou por tempo de estúdio para gravar canções interpretadas por Manson. Naquele verão, Manson reservou uma sessão no estúdio caseiro de Brian Wilson para várias faixas que foram coproduzidas por Brian e Carl Wilson. Muitas das gravações não eram demos, mas sim produções de estúdio polidas de canções que possivelmente incluíam "Cease to Exist". Essas gravações jamais foram lançadas.

## Gravação
Os Beach Boys gravaram "Never Learn Not to Love" em seu estúdio particular nos dias 11 e 16–18 de setembro de 1968. Em dezembro de 1968, Wilson gravou sons de pratos, intitulados "The Gong", que mais tarde foram revertidos e adicionados ao início da versão de "Never Learn Not to Love" presente no álbum 20/20. Outras partes da sessão foram dedicadas a um monólogo falado que não foi lançado até a compilação I Can Hear Music: The 20/20 Sessions, de 2018. Desper disse que "Manson esteve no estúdio apenas uma noite, com suas garotas silenciosas. Ele nunca conferiu ou trabalhou de forma alguma com o grupo".

## Lançamento e recepção
É provavelmente a gravação mais estranha que os Beach Boys já fizeram. É realmente tão bizarra, desconexa e confusa. Só consigo imaginar que seja um sucesso porque eles estão aqui pessoalmente [em turnê].

—Penny Valentine para a Disc & Music Echo, 1968
"Never Learn Not to Love" foi lançada como lado B de "Bluebirds over the Mountain" em 2 de dezembro de 1968. O lado A alcançou a posição 61 na Billboard Hot 100 e a posição 33 na parada de singles do Reino Unido. A edição do single é mais curta do que a versão do álbum, sem abertura de pratos invertidos e um final ecoado que lembra Little GTO. Em fevereiro de 1969, foi lançada como uma faixa em 20/20. Em sua análise do álbum, Arthur Schmidt, da Rolling Stone, escreveu que "'Never Learn Not to Love' tem um ótimo vocal, embora o material em si seja uma mistura incerta de influências pop e soul". Em 1 de abril, o grupo a cantou durante sua aparição no The Mike Douglas Show. O episódio foi transmitido em 9 de abril.
Em sua análise retrospectiva da canção, Richie Unterberger comentou que "Never Learn Not to Love" é muito mais notória por sua relação com Manson, não pela música em si, que ele descreve como "mediana". Colin Larkin, na The Encyclopedia of Popular Music, escreveu que a faixa "teve a distinção irônica de colocar Charles Manson nas paradas". O jornalista Nathan Jolly chamou a canção de "suave, mas ainda assustadora", observando também como os fãs dos Beach Boys que a ouviram ao longo dos anos "não tinham ideia da maldade inerente de seu verdadeiro compositor".

## Versão deLie: The Love and Terror Cult
Durante o julgamento de Manson pelos assassinatos de sete pessoas, seu álbum de estreia, Lie: The Love and Terror Cult, foi lançado em março de 1970. Composto por 13 faixas gravadas entre 1967 e 1968, incluía o arranjo original de "Cease to Exist".
Em uma análise do álbum feita pela AllMusic, sua interpretação de "Cease to Exist" foi considerada por Theodor Grenier como "uma das assinaturas de Manson, e justificadamente convidou à comparação com Jim Croce e José Feliciano". O crítico Michael Little considera a versão de Manson superior à dos Beach Boys, elogiando especialmente o vocal: "você espera uma voz esfarrapada, crua e irregular, com um toque de raiva lunática, mas o que você obtém é um cantor folk de voz suave". Ele também escreveu que a abordagem crua e despojada de Manson "dá à canção uma impressionante imediatez lo-fi que está a um milhão de milhas de distância do tratamento dos Beach Boys".

## Ficha técnica
De acordo com Craig Slowinski.
The Beach Boys
- Al Jardine – vocal de apoio
- Bruce Johnston – vocal de apoio
- Mike Love – vocal de apoio
- Brian Wilson – vocal de apoio
- Carl Wilson – vocal de apoio, baixo, guitarra
- Dennis Wilson – vocal principal e de apoio, piano

Músicos de sessão
- John Guerin – bateria, percussão, guizo
- Don Randi – piano, órgão
- Lyle Ritz – contrabaixo